# Gegengleisanzeiger

Zusatzanzeigerbestückung im DR-Netz bei LED- oder Lichtleitoptik

Der Gegengleisanzeiger (Zs 6) ist ein Signal aus der Gruppe der Zusatzsignale.
Nach dem Signalbuch der Deutschen Bahn AG ist seine Bedeutung: Der Fahrweg führt in das Streckengleis entgegen der gewöhnlichen Fahrtrichtung.
- Gegengleisanzeiger als Lichtsignal im Bundesbahn-Bereich mit altem Aussehen
- Gegengleisanzeiger als Formsignal an einem Ks-Signal

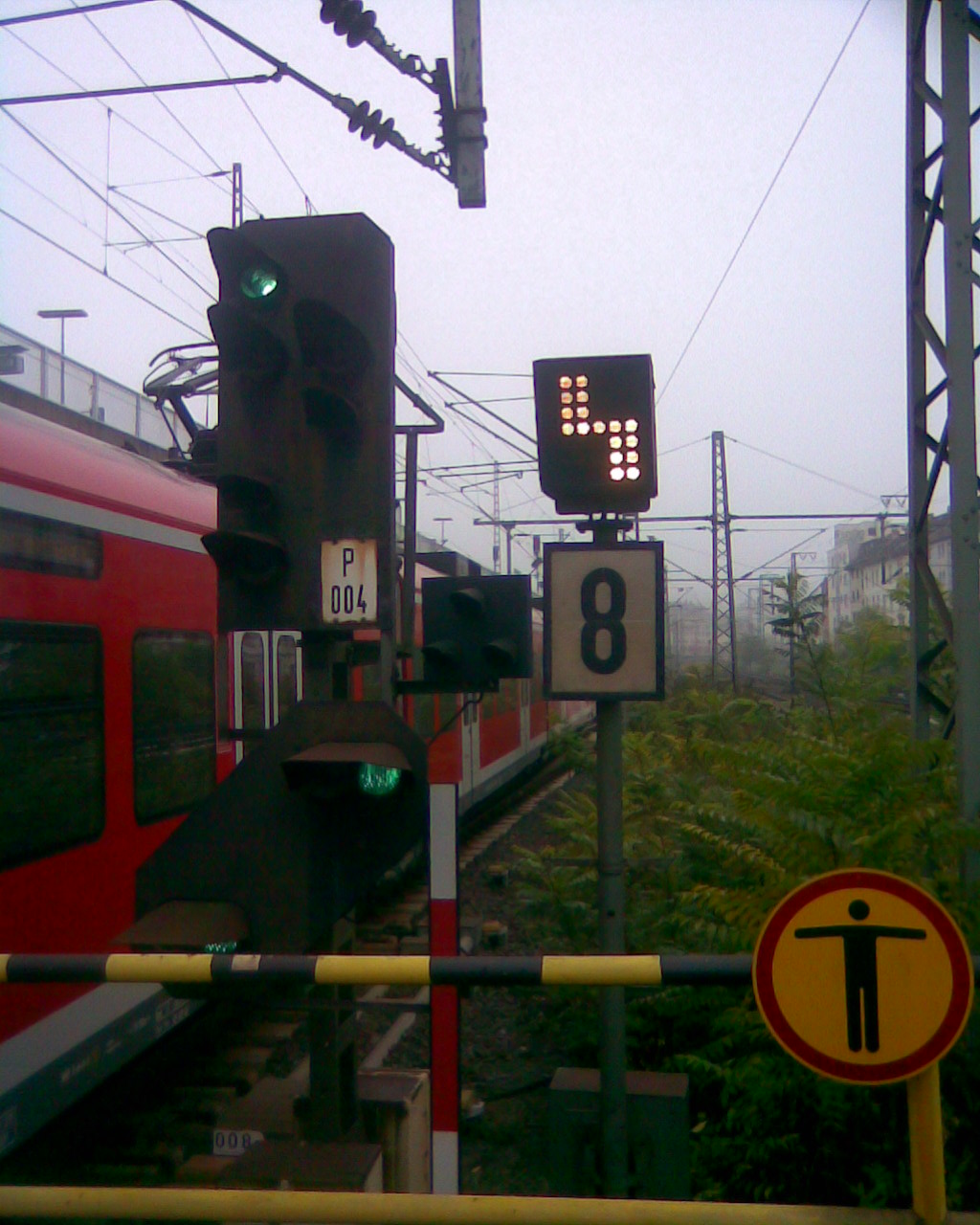
Gegengleisanzeiger als Lichtsignal im Bundesbahn-Bereich mit altem Aussehen
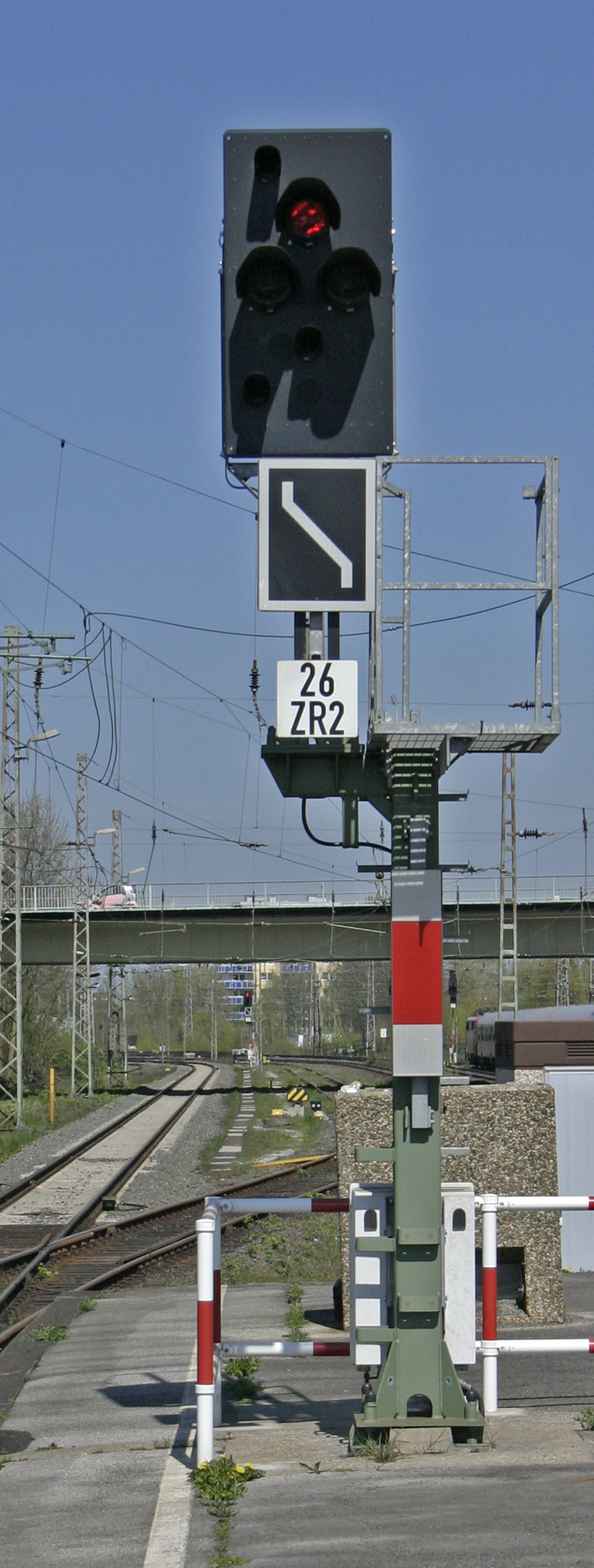
Gegengleisanzeiger als Formsignal an einem Ks-Signal

Es gibt ihn in der Ausführung als Lichtsignal oder Formsignal. Das Formsignal wird an Hauptsignalen ständig angebracht, von denen ausschließlich Fahrten in das Gegengleis möglich sind, sofern der Zusatzanzeiger nicht zusätzlich für das Gegengleisfahrt-Ersatzsignal Zs 8 benötigt wird. Vorübergehend wird es für die eingleisige Betriebsführung durch Bauarbeiten auf Strecken, auf denen kein Gleiswechselbetrieb eingerichtet ist, angebracht.
Als Lichtsignal hat er folgendes Aussehen: Ein weiß leuchtender schräger Lichtstreifen, dessen Enden in der Regel senkrecht nach oben und unten abgebogen sind. DV 301: Die Enden können bis auf weiteres nicht abgewinkelt sein.
Als Formsignal: Eine rechteckige schwarze Scheibe mit weißem Rand und einem weißen von rechts nach links steigenden Streifen, dessen Enden senkrecht abgewinkelt sind. Das Formsignal ist rückstrahlend.
Anfangs hieß das Signal Gleiswechselanzeiger. Die Eisenbahn-Signalordnung (ESO) enthält diesen Begriff bis heute. Im Bereich der ehemaligen Deutschen Bundesbahn wurde der Signalschirm des Gegengleisanzeigers mit einer rautenförmigen Blende verkleidet. Derartige Anzeiger sind heute noch vorhanden. Sie stehen dort auch häufig einzeln hinter den Ausfahrsignalen kurz vor Beginn der freien Strecke.
Bei der ehemaligen Deutschen Reichsbahn hieß das Signal bis zur Harmonisierung der Signalbücher Zs 7. Die auch weiterhin nicht abgewinkelten Enden des Streifens entstehen durch die Nutzung des WSSB-Zusatzanzeigers mit fünf mal neun Lichtpunkten. Ein Lampenstromkreis kann vier oder fünf Lampen 12 V, 6/6 W speisen. Für die bessere Sichtbarkeit werden bei Neubauten zwei Reihen übereinander mit zehn Lichtpunkten genutzt. Auch bei elektronischen Stellwerken mit Ks-Signalen und Zusatzanzeigern in LED- oder Lichtleittechník gibt es nicht abgewinkelte Streifen.
Bis Anfang der 1980er Jahre existierte zusätzlich eine Variante mit nach rechts steigendem Lichtstreifen, der beim Wechsel vom linken in das rechte Streckengleis gezeigt wurde. Im Netz der Deutschen Reichsbahn wurde diese Variante 1988 abgeschafft. In diesem Zusammenhang änderte sich die Signalbezeichnung in Linksfahrauftragssignal. Seitdem wird es nur noch an Ausfahr- und Blocksignalen von Abzweig- und Überleitstellen angebracht, an denen Fahrten in das linke Streckengleis beginnen oder fortgesetzt werden können. Einfahr- und Zwischensignale erhalten kein Zs 6, da es in Bahnhöfen es per Definition keine Regel- und Gegengleise gibt.
Das Betriebsverfahren, für das Fahren auf dem Gegengleis mit Signal Zs 6 ständig eingerichtet ist, heißt Gleiswechselbetrieb. Das Signal informiert die Triebfahrzeugführer, dass die Fahrstraße in das Streckengleis der Gegenrichtung führt und sie die folgenden Signale links vom befahrenen Gleis oder über ihm zu erwarten haben.
Im Bereich der ehemaligen Deutschen Reichsbahn sind die Gegengleisanzeiger im Regelfall am Hauptsignal angebracht und werden für das Gegengleisfahrt-Ersatzsignal mitbenutzt, im Netz der ehemaligen Deutschen Bundesbahn sind Zs 6 häufig alleinstehend vor der letzten Fahrwegverzweigung, die zwischen Regel- und Gegengleis entscheidet, aufgestellt. Dadurch sollten die Fahrstraßen mehrerer Gleise sich einen Zusatzanzeiger teilen. In Stellwerken mit Ks-Signalen wird in diesem Fall der Ersatzsignalbegriff für Fahrten ins Gegengleis durch die Kombination von Zs 1 am Hauptsignal und Zs 6 am einzeln stehenden Zusatzanzeiger signalisiert.

Symbol eines Gegengleisanzeigers (Zs 6) in sicherungstechnischen Plänen

Das Symbol eines Gegengleisanzeigers in sicherungstechnischen Plänen besteht aus einem weißen Quadrat mit einem schwarzen Dreieck in der linken, oberen Ecke. Dieses Dreieck soll einen nach links oben steigenden Pfeil symbolisieren: „Links oben“ steht dabei für die Überleitung in das Gegengleis (schematisch).
Unter Führerstandssignalisierung fahrende Züge (mit Linienförmiger Zugbeeinflussung oder ETCS Level 2) benötigen keinen Gegengleisanzeiger. In mit ETCS Level 2 ohne Signale ausgerüsteten Bereichen kann die Funktion des Gegengleisanzeigers ersatzlos entfallen. Im Gegensatz zu einigen anderen Zusatzsignalen wird der Gegengleisanzeiger im DMI nicht abgebildet, kann bei Bedarf durch eine Textmeldung ersetzt werden.